# Vålerenga

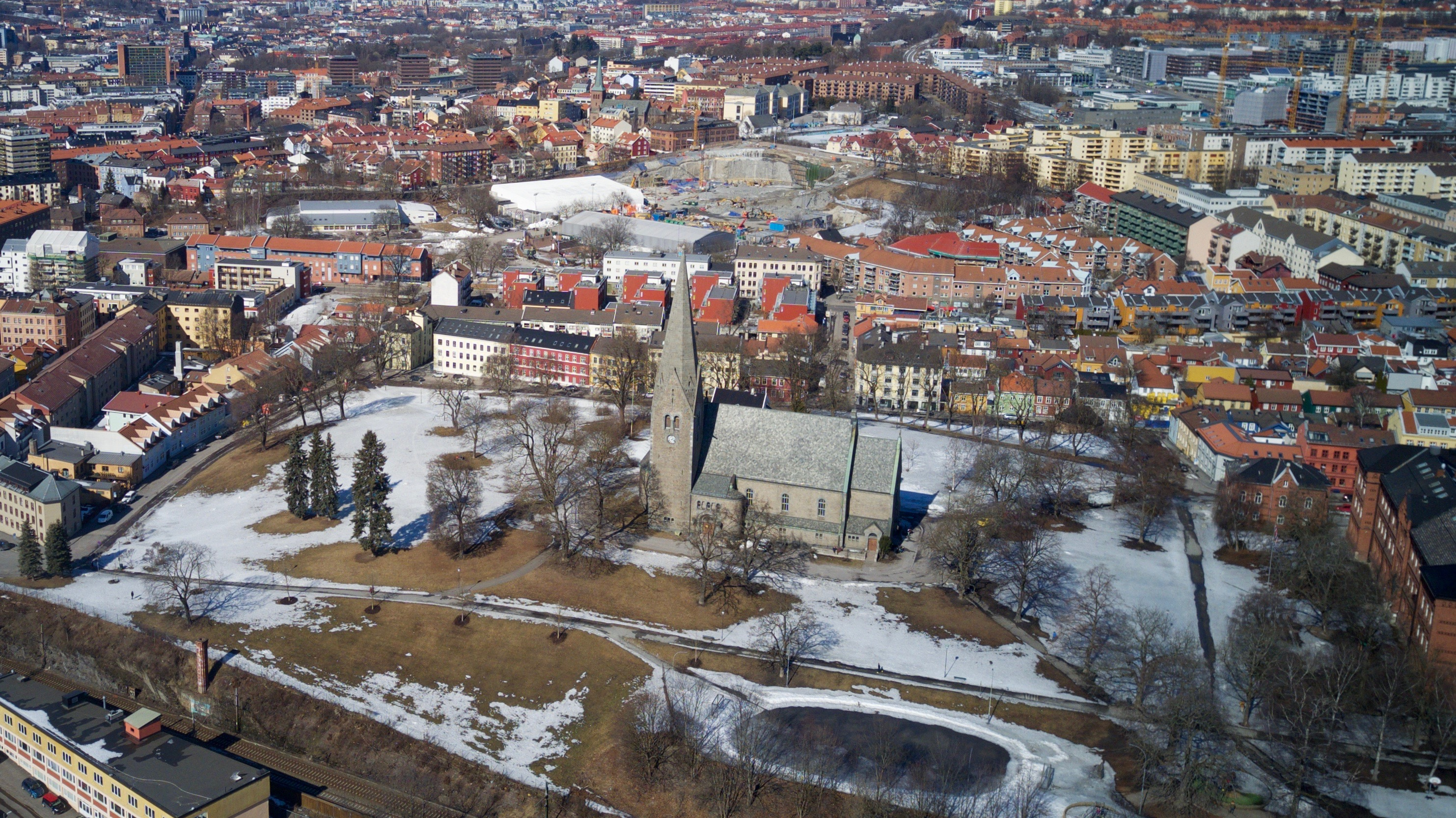
Blick auf Vålerenga

Vålerengaⓘ ist ein Stadtviertel in der norwegischen Hauptstadt Oslo. Das Wohnviertel liegt im Stadtteil Gamle Oslo und ist unter anderem für seine Fußball- und Eishockeyteams der Vålerengens Idrettsforening (VIF) bekannt.

## Lage
Vålerenga liegt östlich des Osloer Stadtzentrums im Stadtteil Gamle Oslo. Im Norden grenzt das Stadtviertel Kampen an, im Osten Etterstad und im Südwesten Gamlebyen. Im Süden wird das Stadtviertel durch die dort verlaufende Eisenbahnstrecke begrenzt. Im Zentrum des Viertels liegt der Vålerenga-Park mit der Kirche von Vålerenga.

## Geschichte
Das Stadtviertel wurde nach dem Vålerengen hovedgård benannt. Der Hof wurde im Jahr 1240 erstmals schriftlich erwähnt. Zu dieser Zeit gehörte der Hof dem Bistum Oslo und es wurde dort auf rund 20 Hektar hauptsächlich Getreide angebaut. In den mittelalterlichen Quellen wurde der Hof noch Volin oderValin genannt. Der Name leitet sich vermutlich von den altnordischen Begriffen váll und vin ab. Der Bestandteil váll wurde für Orte benutzt, die durch das Fällen und Abbrennen von Bäumen gerodet wurden. Die Nachsilbe -vin bedeutet „Wiese“. Die Stadtgrenze wurde 1270 so gezogen, dass Vålerenga direkt vor den Toren der Stadt lag. Nach dem Verkauf des Hofes im Jahr 1827 wurde eine größere Obstplantage angelegt.
In den 1830er-Jahren entstand im heutigen Stadtviertel Vålerenga eine Vorstadtsiedlung aus Holzhäusern, die teils heute noch bestehen. Nachdem das Areal, das bis dahin noch zur Kommune Aker gehört hatte, 1878 in die Stadt eingegliedert wurde, konnten aufgrund der in der Hauptstadt geltenden Vorschriften keine Holzhäuser mehr errichtet werden. Zugleich wurde in den 1870er-Jahren verstärkt damit begonnen, den zum Vålerengen hovedgård gehörenden Grund als Baugrund zu verkaufen. In der Folge entstanden bis etwa 1911 viele Mietshäuser. Auf einem der Grundstücke wurde auch die Vålerenga skole gebaut, in der im Jahr 1913 über 1600 Schüler unterrichtet wurden. Im Jahr 1897 kaufte die Kommune den Hof mit zu dieser Zeit noch rund 2,7 Hektar Grund auf. Die Anbindung ans Straßenbahnnetz der Stadt erfolgte 1926 und blieb bis 1967 bestehen. Ab den 1930er-Jahren wurden weitere Wohnblöcke in Vålerenga errichtet.
In den 1970er- und 1980er-Jahren führte viel Verkehr über den Strømsveien im Norden, der zu dem Zeitpunkt einen Teil der Europastraße 6 (E6), einer der Hauptverkehrsadern der Stadt, darstellte. Ende der 1980er-Jahre wurde der rund 800 Meter lange Vålerengtunnel in Betrieb genommen. Der Straßentunnel führt den Verkehr der E6 seitdem unter dem Stadtviertel hindurch. Der Strømsveien wurde daraufhin für Durchgangsverkehr gesperrt, so dass sich das Areal in ein beliebtes Wohngebiet verwandelte.

## Sport
In Vålerenga ist der Sportverein Vålerengens Idrettsforening (VIF) beheimatet. Der Verein ist insbesondere für seine Fußball- (Vålerenga IF Fotball) und Eishockeyabteilung (Vålerenga Ishockey) bekannt. Die Fußballabteilung nutzt die Intility Arena im Stadtviertel Valle Hovin als Spielstätte.

## Kirche
Die Kirche in Vålerenga (Vålerenga kirke) wurde im Jahr 1902 nach einem Entwurf des Architekten Holger Sinding-Larsen fertiggestellt. Die Kirche brannte im Jahr 1979 bis auf die Grundmauern nieder, so dass sie von 1983 bis 1984 neu aufgebaut werden musste. Das Kirchgebäude hat rund 450 Sitzplätze.

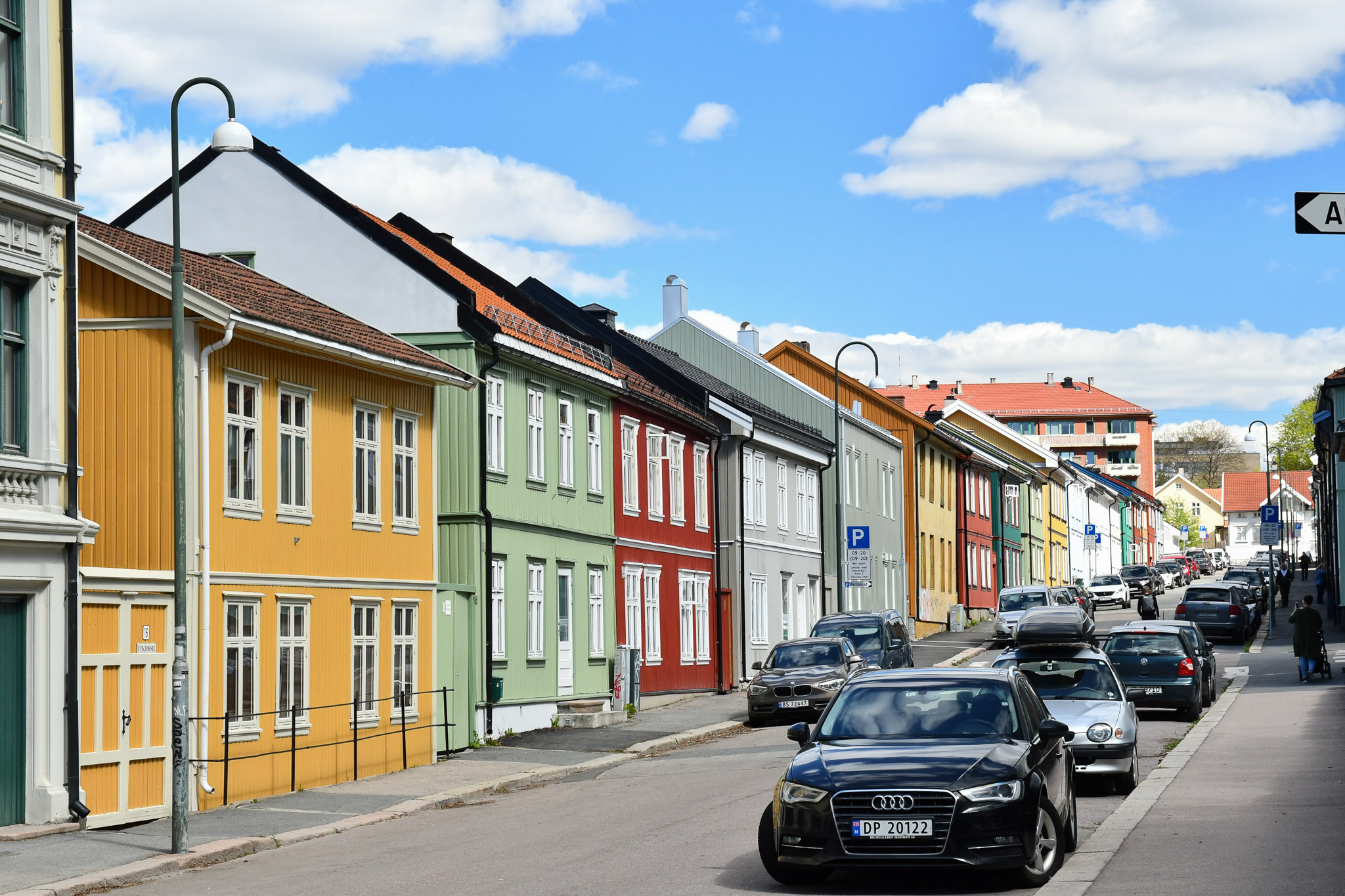
Holzhäuser in der Danmarks gate
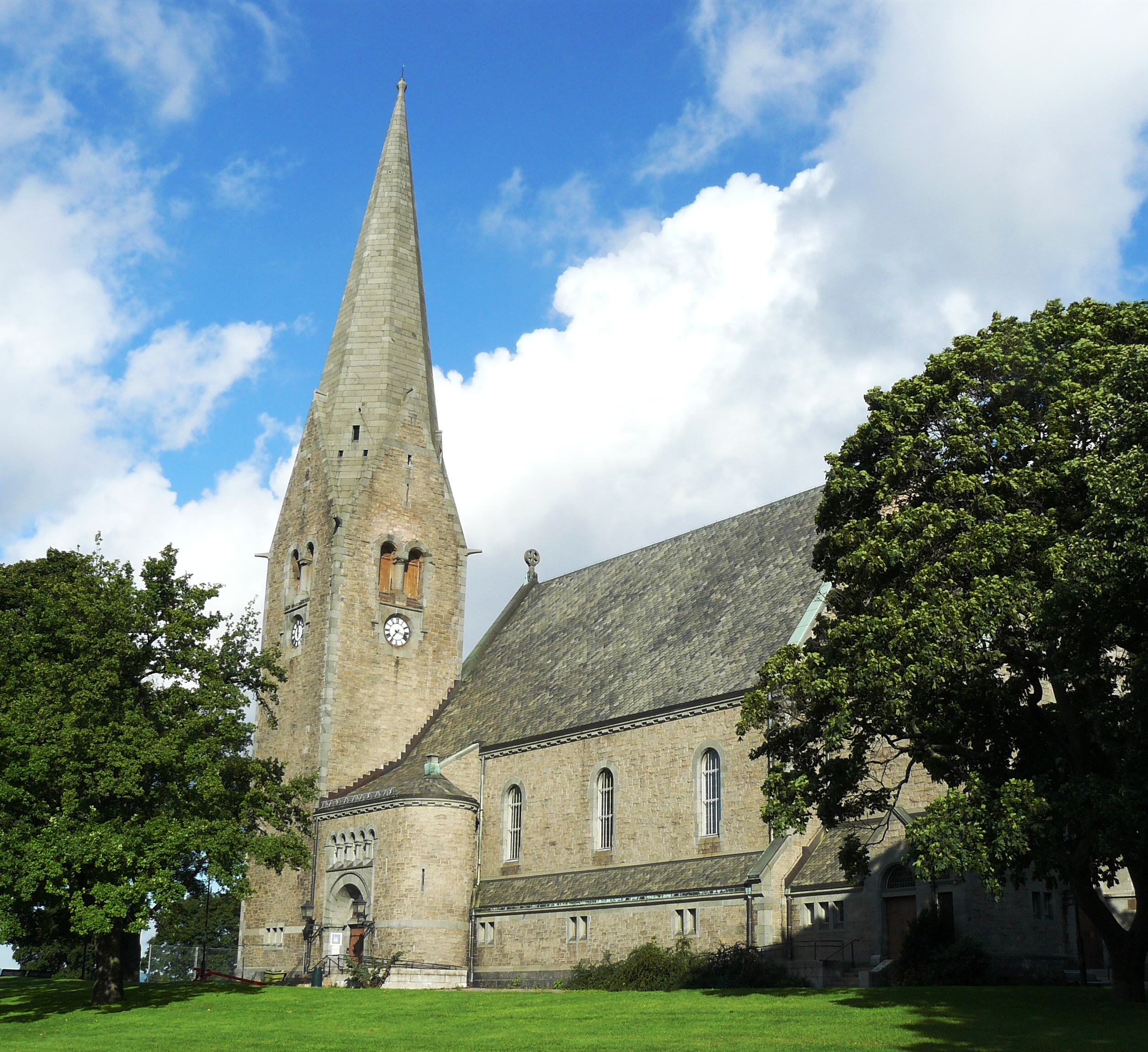
Kirche von Vålerenga
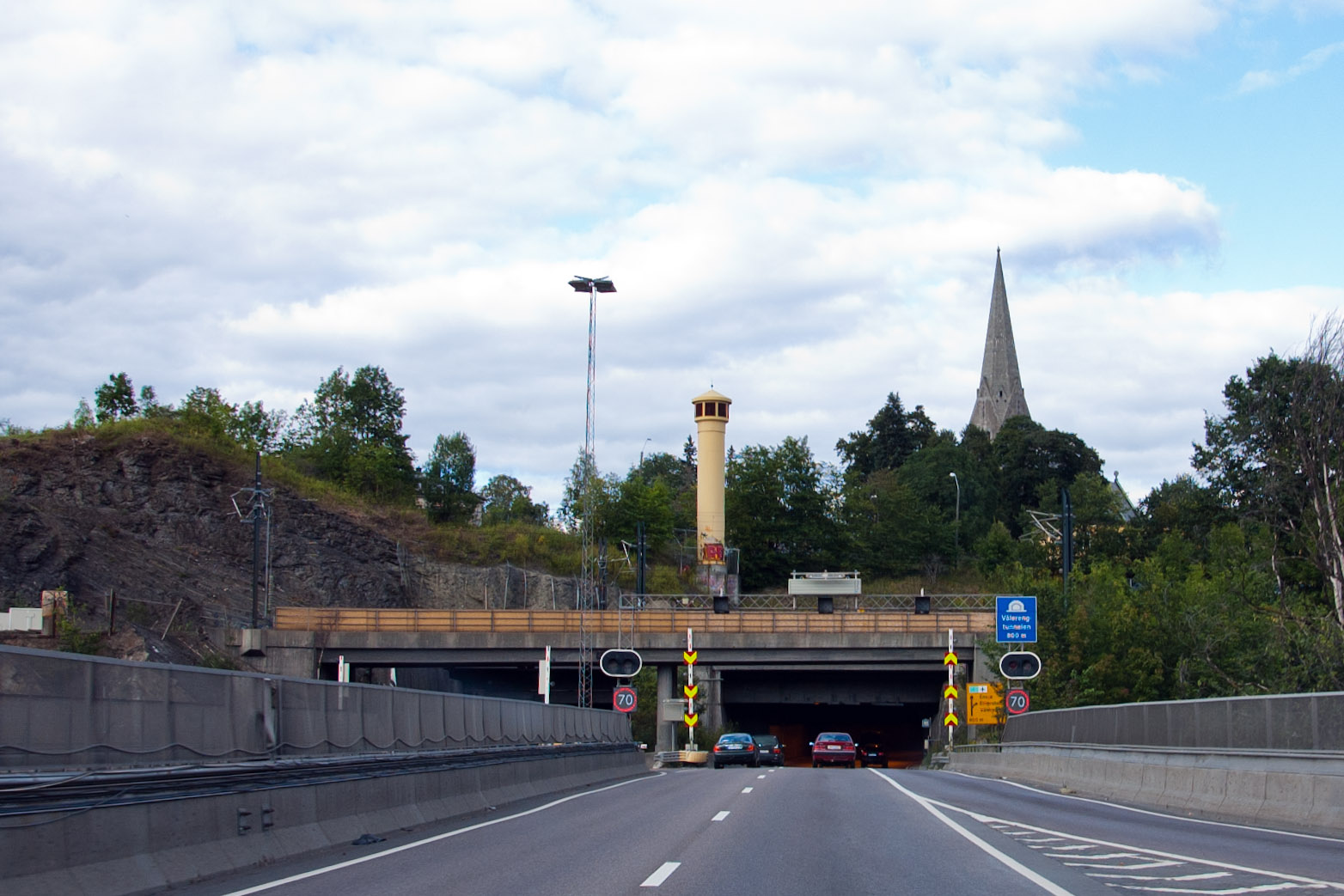
Vålerengtunnel